# 王錫 (弘治進士)
王錫（1463年—？），字天寵，山西澤州高平縣人，軍籍，明朝政治人物。

## 生平
弘治二年（1489年）己酉科山西鄉試第三十九名舉人。弘治十二年（1499年）中式己未科會試第一百七十四名，二甲第四十一名進士。官蔚州知州。十四年任裕州知州。

## 家族
曾祖王思明；祖王宗泰；父王文，知县。母袁氏。具庆下。